# Antoni Oliver
Antoni Oliver Gras (ur. w Barcelonie, zm. 1960 tamże) – hiszpański działacz sportowy.
Był członkiem zarządu klubu piłkarskiego FC Barcelona w latach 1918-1920 i jego wiceprezesem w 1931. Kiedy Gaspar Rosés zrezygnował ze stanowiska prezesa klubu, Oliver został wybrany na jego następcę 22 października 1931. Za jego kadencji Barça wywalczyła jedynie mistrzostwo Katalonii. Z powodu nasilających się wewnętrznych podziałów złożył rezygnację z pełnionej funkcji 20 grudnia 1931. Jego następcą został Joan Coma. 20 grudnia tego samego roku ponownie został powołany na stanowisko wiceprezesa, które sprawował do 30 lipca 1932.